# 나르세스
나르세스(Narses, 478년 ~ 573년)는 벨리사리우스와 함께 동로마 제국 황제 유스티니아누스 1세 대의 2명의 명장 중 하나이다.
나르세스는 콘스탄티노폴리스에서 별로 주목받지 못한 환관이었으나, 유스티니아누스가 527년 황제가 됨에 따라 그의 측근으로서 유명해지기 시작했다. 유스티니아누스 1세는 552년 벨리사리우스를 동고트 왕국 전선에서 해임하고 당시 74세였던 나르세스를 후임자로 임명했고, 나르세스는 노익장을 과시하며 타기나이의 전투에서 토틸라를 괴멸시켰다. 이듬해인 553년 몬스 락타리우스의 전투에서 테이아 왕의 나머지 동고트 군대를 상대로 싸워 승리했고, 554년 프랑크족과 알라마니족을 알프스산맥 너머로 몰아냈다. 이후 남은 동고트족은 나르세스에게 항복했고 이탈리아는 제국령으로 돌아왔다.
나르세스는 그대로 이탈리아에 총독으로 눌러 앉았으나, 주민들로부터 인기를 얻진 못했다. 유스티니아누스 1세 사후 콘스탄티노폴리스로 되돌아올 것을 명령받았으나, 이탈리아를 떠나길 거부하고 나폴리 근처의 작은 마을로 은퇴했다.
말년의 나르세스의 삶에 대해서는 몇 가지 확실치 않은 의혹이 제기되어 있다. 나르세스가 비밀리에 568년 롬바르드족이 이탈리아를 침입하도록 장려했다는 것이다. 이때 90세의 나르세스는 다시 황제에게 군권을 위탁받아 롬바르드족을 이탈리아에서 몰아내겠다고 청원을 내지만 거부당했다. 나르세스가 죽은 573년에 이르러 이탈리아는 절반 이상이 롬바르드족의 손에 이미 넘어가 있었다.